# Standup paddleboarding
Standup paddleboarding, eller bare SUP, hoe he'e nalu på hawaiansk, er en af-art af surfing som så sin begyndelse på Hawaii. Ulig traditionel surfing, hvor surferen sidder ned indtil den rigtige bølge kommer, så står en SUP'er op og benytter en padle til fremdrift. SUP er utroligt populært og hastigt voksende, da målgrupperne er mange lige fra yoga og fiskeri over motion og sightseeing til ræs på søer og floder til det helt ekstreme med store bølger og whitewater.